# Sashimono

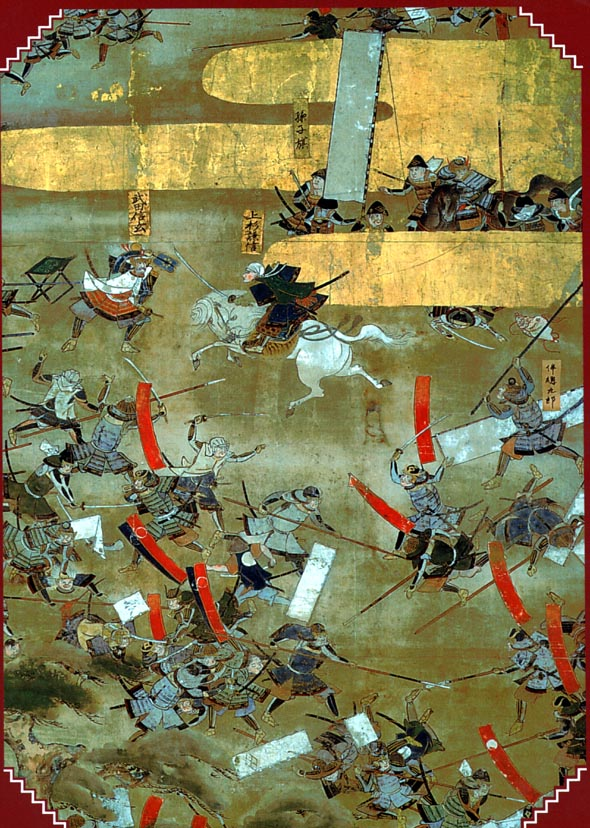
Une estampe martiale où l'on peut distinguer les sashimono.

Les sashimono (指物, lit. « chose qui désigne ») étaient, à l'époque médiévale japonaise, de petites bannières portées par les soldats pour identifier les troupes pendant les batailles. Les sashimono sont généralement accrochés dans le dos des fantassins (connus sous le nom d'ashigaru), des samouraïs, mais aussi placés dans des porte-étendards spéciaux sur les montures de certains soldats de la cavalerie. Ces bannières ressemblant à de petits drapeaux avec les symboles du clan (kamon), furent principalement utilisées pendant la période Sengoku — une période de longue guerre civile entre le milieu du XVe siècle jusqu'au début du XVIIe siècle.
Les sashimono étaient utilisés pour uniformiser les troupes en raison de la grande diversité des armures japonaises. Les sashimono sont généralement noirs et blancs et de formes carrées ou légèrement rectangulaires. Cependant, on peut aussi en trouver d'autres formes. Ainsi, les uma-jirushi sont des drapeaux de grande taille qui ressemblent à des sashimono personnalisés et portés par les commandants d'armées. Il existe aussi une version beaucoup plus grande et fine, le nobori, qui nécessite deux ou trois hommes pour le maintenir érigé. Le nobori était utilisé comme repère pour les troupes dans les grandes batailles.
La bannière est soutenue par un cadre en forme de gamma « Γ », supporté par l'armure au niveau de la taille et rattaché par un anneau au niveau des épaules. Les matériaux les plus utilisés dans la conception des sashimono sont la soie et le cuir.
Les symboles sur les sashimono sont souvent des formes géométriques très simples, parfois accompagnés des idéogrammes du nom du chef du clan, ou la devise du clan.
Souvent, la couleur d'arrière-plan indique à quelle unité le porteur du sashimono appartient, alors que le symbole principal est souvent personnalisé selon la division. Les samouraïs renommés ou respectés avaient parfois leur propre logo ou nom inscrit sur leur sashimono. Les logos stylisés des sashimono contrastent avec les armoiries complexes des Européens utilisés à la même époque.

## Jeux vidéo
- Dans le jeu vidéo League of Legends, le personnage de Shen possède une apparence purement cosmétique achetable dans la boutique du jeu du nom de « Samouraï shen » où celui-ci porte un large sashimono.
- Dans Ghost of Tsushima, de nombreux sashimono sont dispersés à travers l'île. Une fois trouvés, on peut débloquer de nouvelles selles pour une monture auprès d’un PNJ aux forges de Komatsu.
- Dans Fortnite, une apparence cosmétique achetable de rareté légendaire apparue pour la première fois le 24 août 2018 est un sashimono bleu.
- Dans le jeu vidéo Roblox, un objet accessible via un code est un sashimono rouge et blanc.
- Dans la série de jeu vidéo Tekken, le personnage de Yoshimitsu possède une apparence inspirée de la série des Soulcalibur où il porte un sashimono pouvant être utilisé comme une arme au combat.
- Dans le jeu vidéo de stratégie au tour par tour historique Total War: Shogun 2 la plupart des unités d'infanterie en sont équipés.